# Ruta Nacional 50 (Argentina)
La Ruta Nacional 50 es una carretera argentina pavimentada, que se encuentra en el Departamento Orán, al norte de la provincia de Salta. Su recorrido es de 71 kilómetros, desde el empalme con la Ruta Nacional 34 en la ciudad de Pichanal hasta el puente internacional sobre el Río Bermejo, frontera natural con Bolivia. Al norte del mencionado río el camino se continúa con la boliviana Ruta 1. Su asfaltado fue realizado en el año 2015, conectandola con Bolivia gracias a la inversión de 3200 millones de pesos del Estado nacional.
Las localidades por las que pasa la ruta de sur a norte son: 
- Pichanal (kilómetro 0).
- Hipólito Yrigoyen (km 9).
- San Ramón de la Nueva Orán (km 22).
- Aguas Blancas (km 69).

El centro fronterizo se encuentra en el km 70 y la aduana en el km 71.
Este camino se encuentra cerca del parque nacional Baritú, al que se accede por la Ruta Provincial 19 desde Aguas Blancas.
Es autopista desde Pichanal hasta Oran.